# Septoria spergulae
Septoria spergulae är en svampart som beskrevs av Westend. 1857. Septoria spergulae ingår i släktet Septoria och familjen Mycosphaerellaceae.   Inga underarter finns listade i Catalogue of Life.